# Sauerbrunn (Gemeinde Stainz)
Sauerbrunn ist ein Ort in der Katastralgemeinde Trog im Westen der Gemeinde Stainz in der Steiermark. Es liegt am Oberlauf des Stainzbaches in einem engen Tal, das Sauerbrunngraben genannt wird.
Der Name Sauerbrunn stammt von den Mineralquellen, die im Gebiet liegen und bezieht sich auf den auffallenden Geschmack des Wassers dieser Quellen. Der Name Sauerbrunn und der Name Stainz werden in diesem Zusammenhang als ein slawisch-deutscher Doppelname betrachtet, weil auch „Stainz“ von einem slawischen Ausdruck für eine auffällig schmeckende Quelle abgeleitet wird.
Zu den Mineralquellen existiert eine kleine Erzählung von Peter Rosegger. Ihre (zunächst verkannte) Auffindung soll auf einen von zwei Hinweisen zurückzuführen sein, den eine alte Frau dem Müller der (heute verfallenen) Sommermichelmühle zum Dank dafür gab, dass er ihr ein Maßl (ca. 1,4 l) Roggenmehl geschenkt hatte (zunächst „Gesundbrunnen“ genannt, der andere Hinweis betraf die Stainzerplatten).
Sauerbrunn ist eine Streusiedlung ohne zentralen Ort. Das Gebiet ist zu einem großen Teil von Wald bedeckt und nur dünn besiedelt. Es führt nicht den Namenszusatz „Bad“.
Als „Bad Sauerbrunn“ wird die Brunnenanlage bezeichnet, aus der das Wasser der Erzherzog-Johann-Quelle fließt. Diese Quelle ist die bekannteste Mineralquelle in Sauerbrunn, sie ist als Heilquelle anerkannt. Bei ihr bestand ein Kurbadebetrieb.
In der Literatur sind im Gebiet von Sauerbrunn bis zu acht meist sehr kleine Quellen mit Sauerwasser dokumentiert. Eine dieser Quellen ist in der aktuell bestehenden Quellfassung der Erzherzog-Johann-Quelle mitgefasst, eine andere liegt im Bachbett des Trogbaches, weitere an den Hängen der umliegenden Berge. Eine Quelle ist etwa 600 m Luftlinie entfernt im Tal eines unbenannten linken Nebenbaches des Stainzbaches dokumentiert.
Im Südosten von Sauerbrunn liegt die Burgruine Wessenstein. Sauerbrunn ist Ausgangspunkt für Wanderungen in das Gebiet der nördlichen Koralpe, so zum Reinischkogel, zum Sporiroa-Ofen oder zum Mannagetta-Ofen.
Sauerbrunn ist mit öffentlichen Verkehrsmitteln nicht erreichbar, die von 1938 bis zur Einstellung des Kurbetriebes durch die GKB von Stainz aus dorthin führende Autobuslinie besteht nur mehr aus einem Schülerverkehr ab Stainz für das Gebiet von Marhof (Verbundlinie 746).
Es gibt in der Steiermark eine Reihe von Orten, die „Sauerbrunn“ genannt werden bzw. (in der Untersteiermark) wurden. Orte, die „Sauerbrunn im Stainzthal“ genannt wurden und bei denen sich ebenfalls Mineralwasserquellen befinden, liegen auch im Stainztal bei Luttenberg (Ljutomer) in Slowenien.
Diese Orte haben mit Sauerbrunn bei Marhof in der Weststeiermark nichts zu tun, der Name bezieht sich auf die Qualität des Wassers. Der Stainzfluss bei Ljutomer trägt den slowenischen Namen Ščavnica.
Gleichfalls nicht zu verwechseln ist es mit dem burgenländischen Bad Sauerbrunn.

Sauerbrunn (Gemeinde Stainz), Steiermark
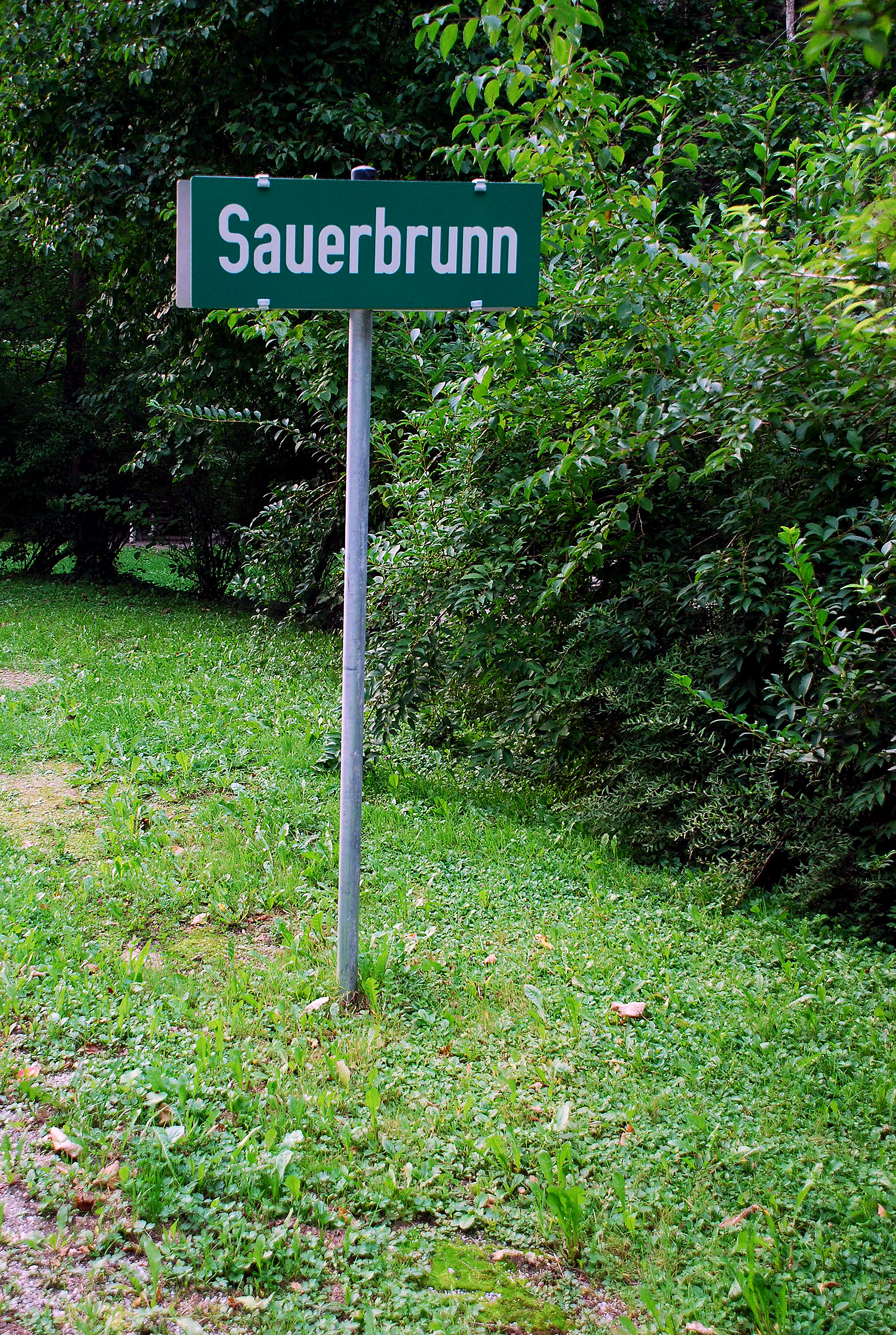
Ortstafel von Sauerbrunn
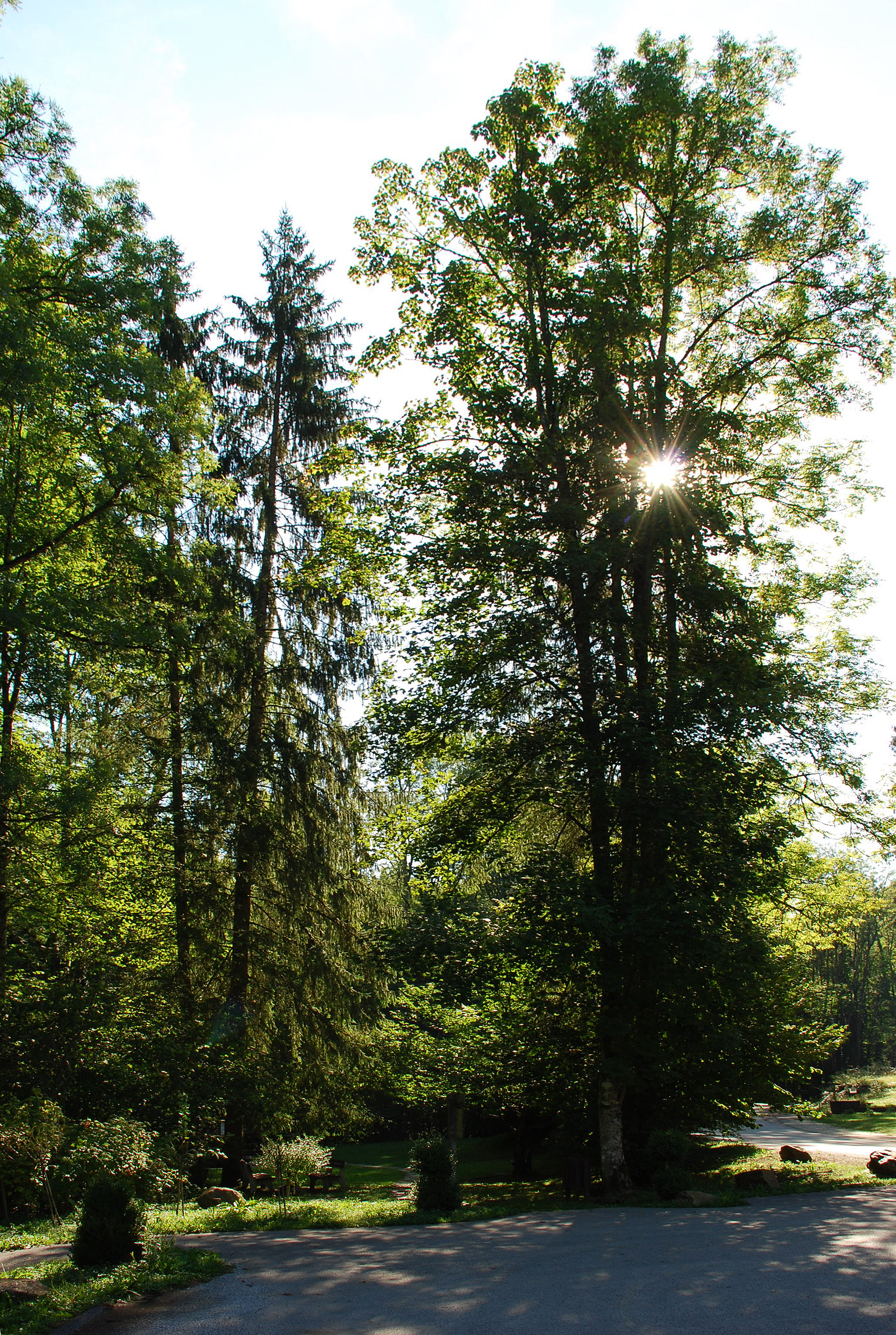
Park beim Brunnen der Erzherzog-Johann-Quelle
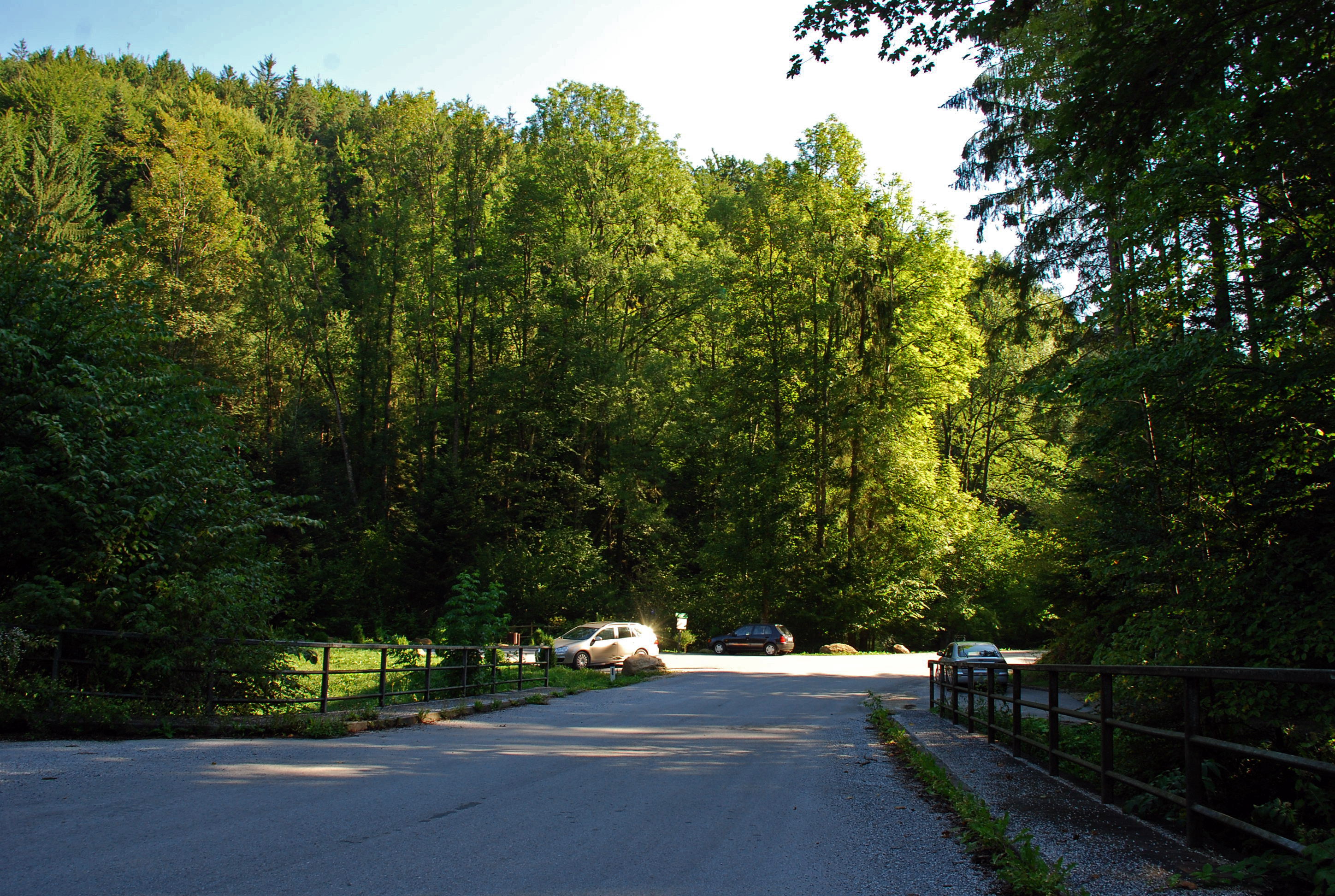
Parkplatz bei Heilquelle
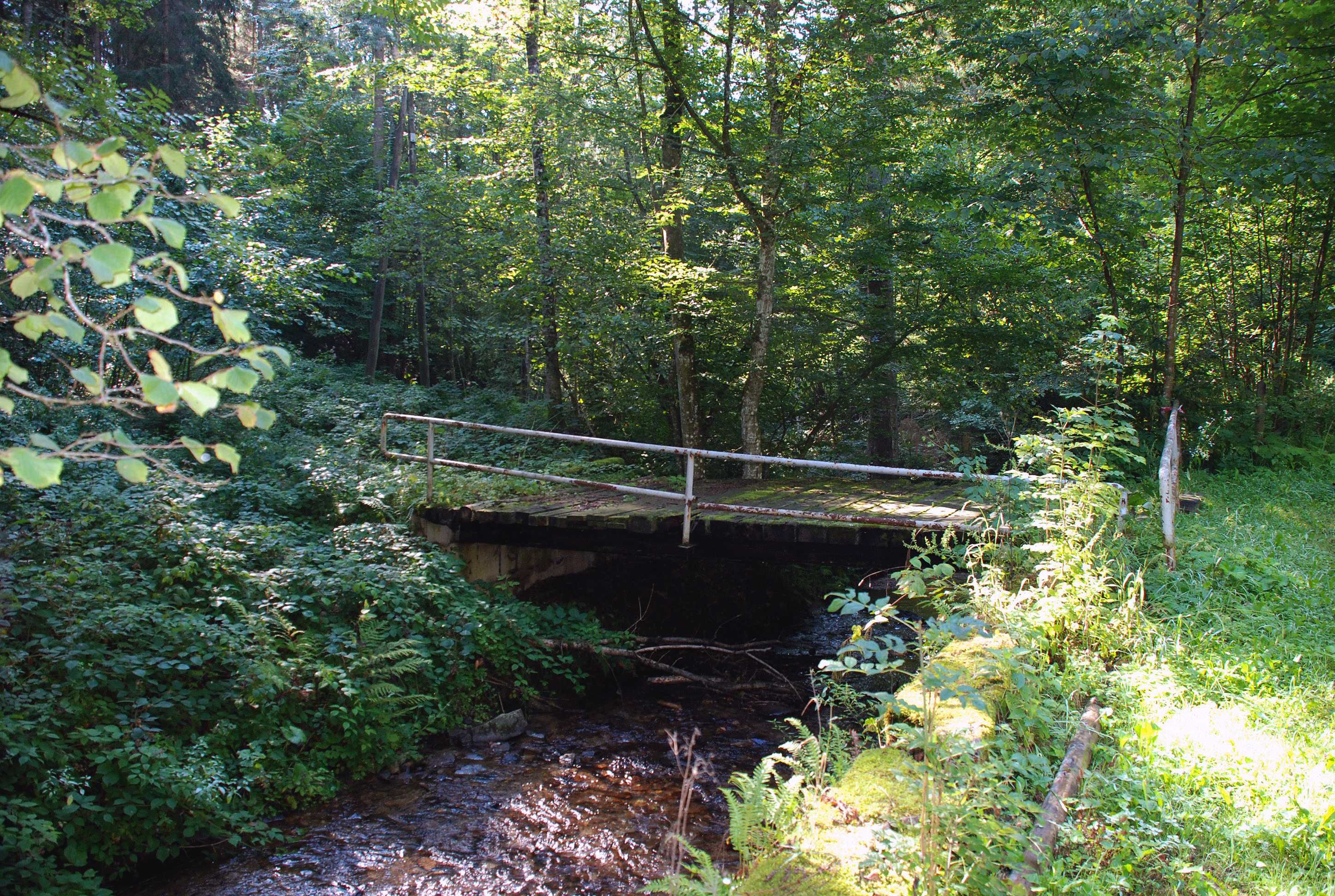
Alte Brücke über den Trogbach (Falleggbach)
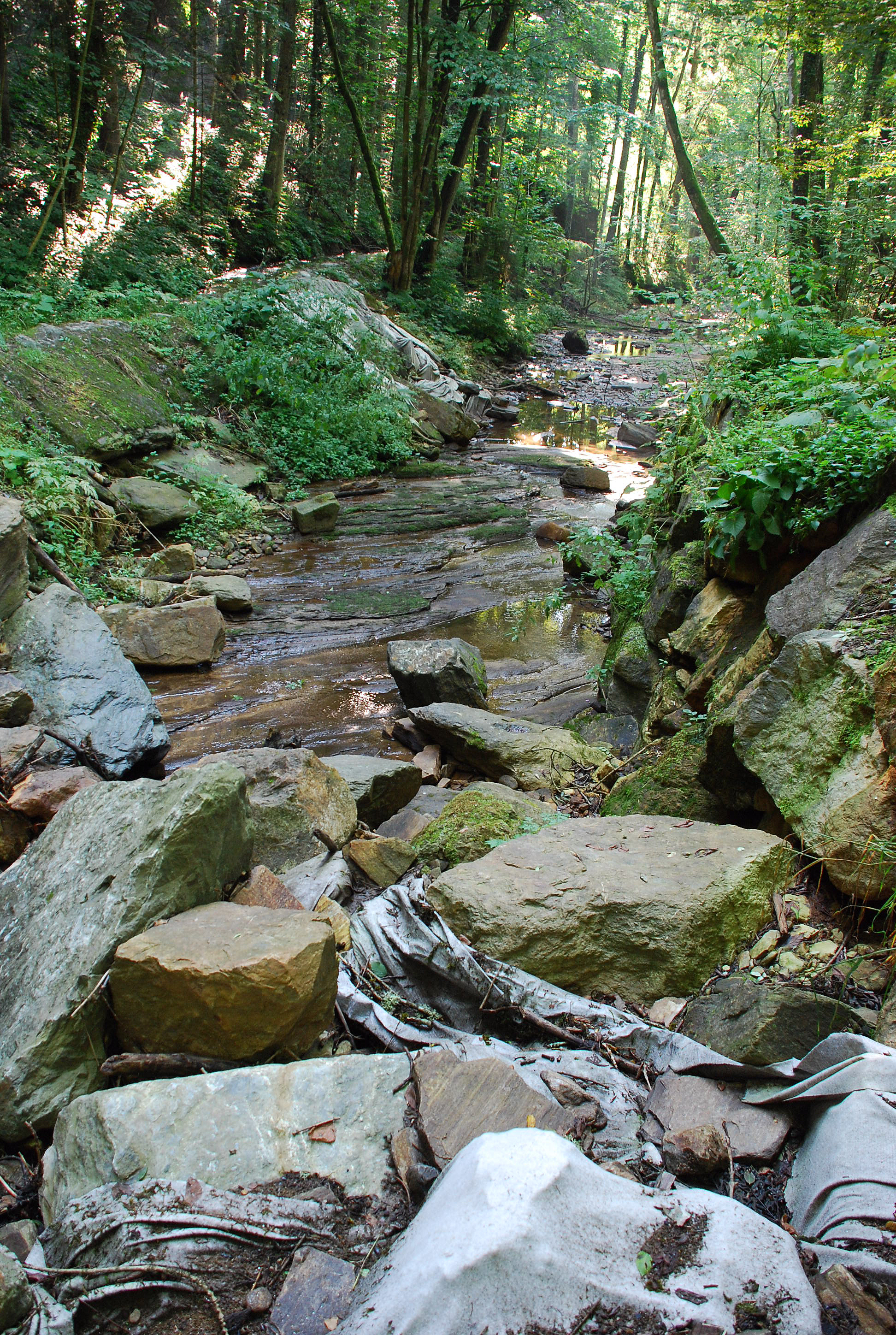
Bett des Stainzbaches
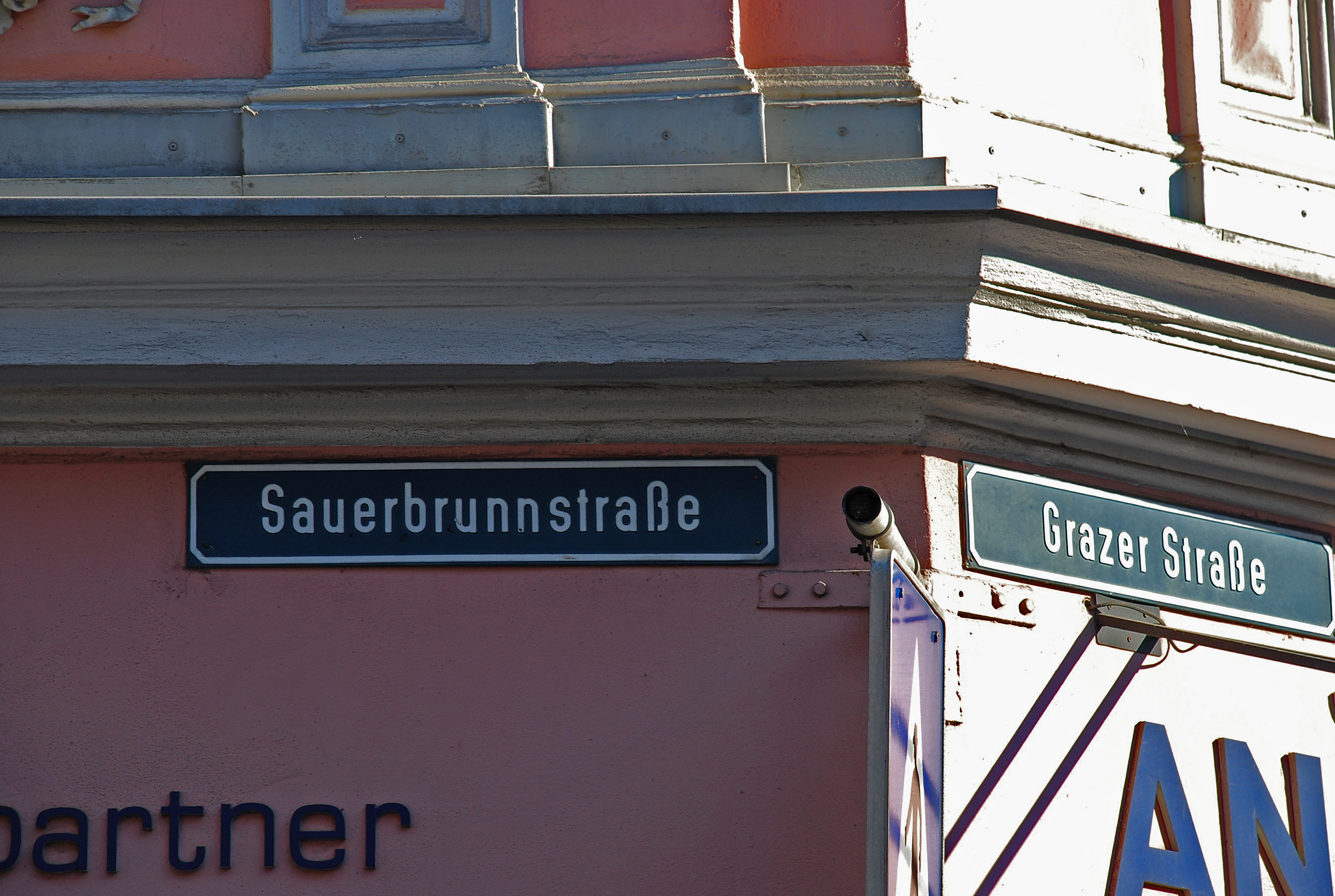
Beginn der Zufahrtsstraße in Stainz
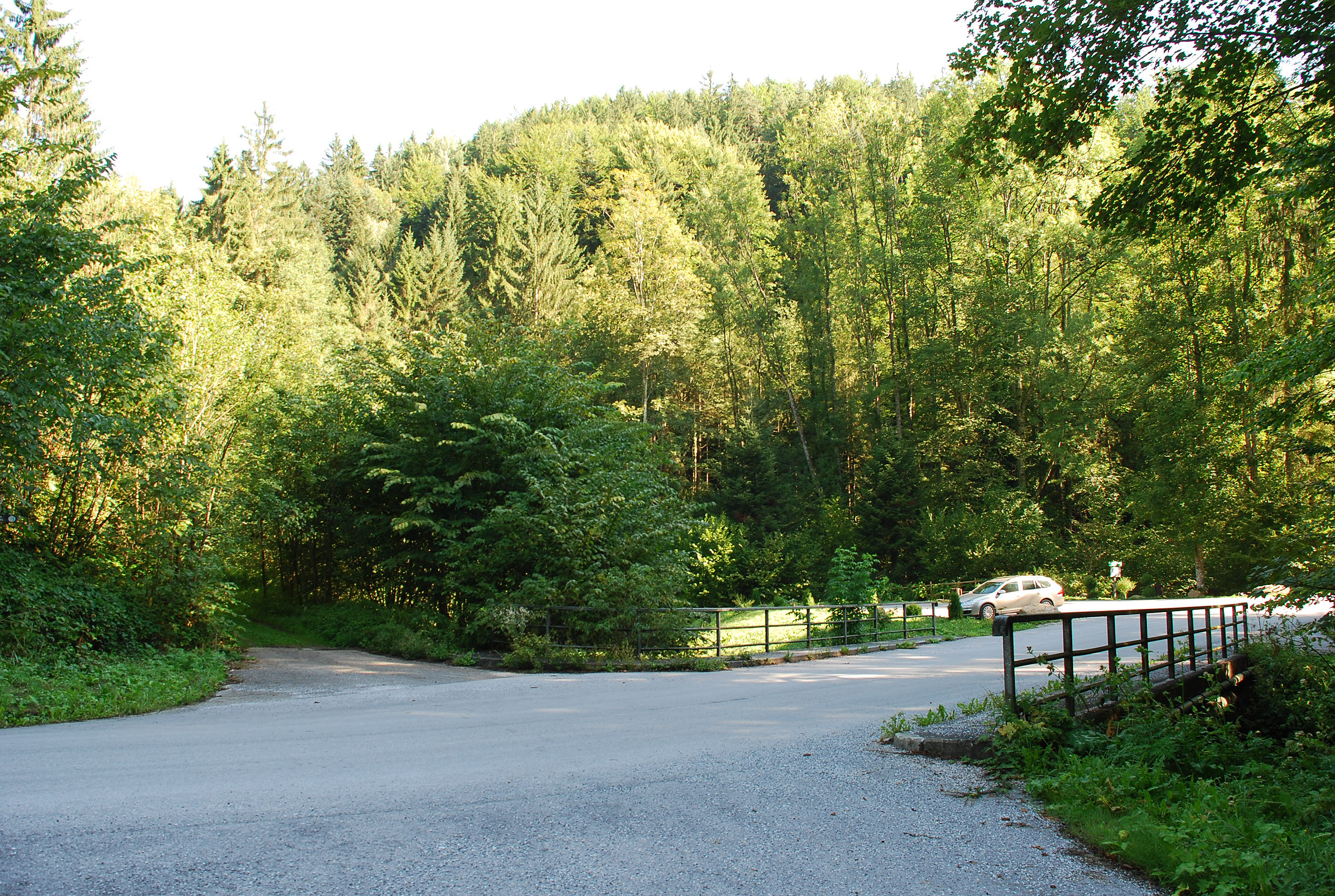
Stainzbachbrücke
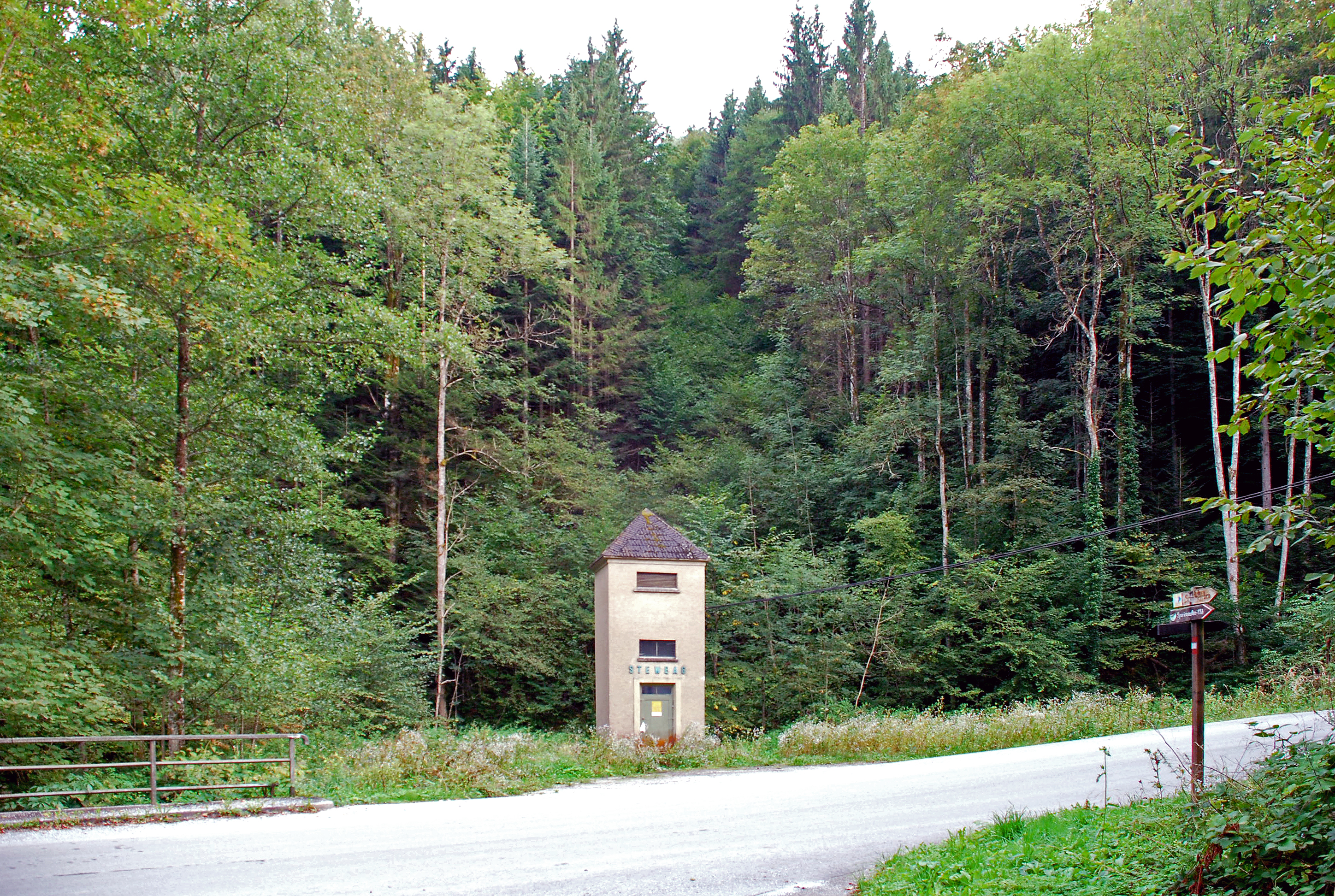
Transformatorstation im Sauerbrunngraben